# Gueux
Gueux é uma comuna francesa na região administrativa de Grande Leste, no departamento de Marne. Estende-se por uma área de 8,86 km². Em 2010 a comuna tinha 1 785 habitantes (densidade: 201,5 hab./km²).